# Tsoghamarg
Tsoghamarg (en arménien Ցողամարգ) est une communauté rurale du marz de Shirak en Arménie. En 2008, elle compte 566 habitants.